# Ralph O'Neill
Ralph Ambrose O'Neill nació en Durango, Durango, México el 17 de diciembre de 1896, aunque declaró a las autoridades estadounidenses que nació en San Francisco, California. Fue de padre irlandés—estadounidense y madre mexicana. Teniendo doble ciudadanía (estadounidense y mexicano), se enlistó en el Servicio Aéreo del Ejército estadounidense en Essington, Pensilvania en septiembre de 1917, recibiendo su entrenamiento en Texas y posteriormente en Francia para ser comisionado Subteniente (2nd Lt.), el 7 de febrero de 1918 con el empleo de piloto de persecución.
De 1920 a 1925, O'Neill asistió de manera destacada a modernizar la Fuerza Aérea Mexicana.

## Primera Guerra Mundial
Durante la Primera Guerra Mundial, fue asignado al Escuadrón Aéreo 147 del Primer Grupo de persecución de las Fuerzas expedicionarias americanas en Francia, volando primeramente los Nieuport 28C.1 y después los Spad XIII.
En operaciones entre mayo y noviembre de 1918, O’Neill reclamó el derribo de 11 aviones enemigos, 6 de los cuales fueron confirmados, siendo ascendido a Teniente el 16 de octubre de 1918 y nombrado As de la aviación. Hacia el final de la guerra, O'Neil había completado noventa y nueve misiones y ochenta y siete combates. Regresó a los Estados Unidos y fue dado de baja del U.S. Air Service el 19 de febrero de 1919.

## O'Neill en México

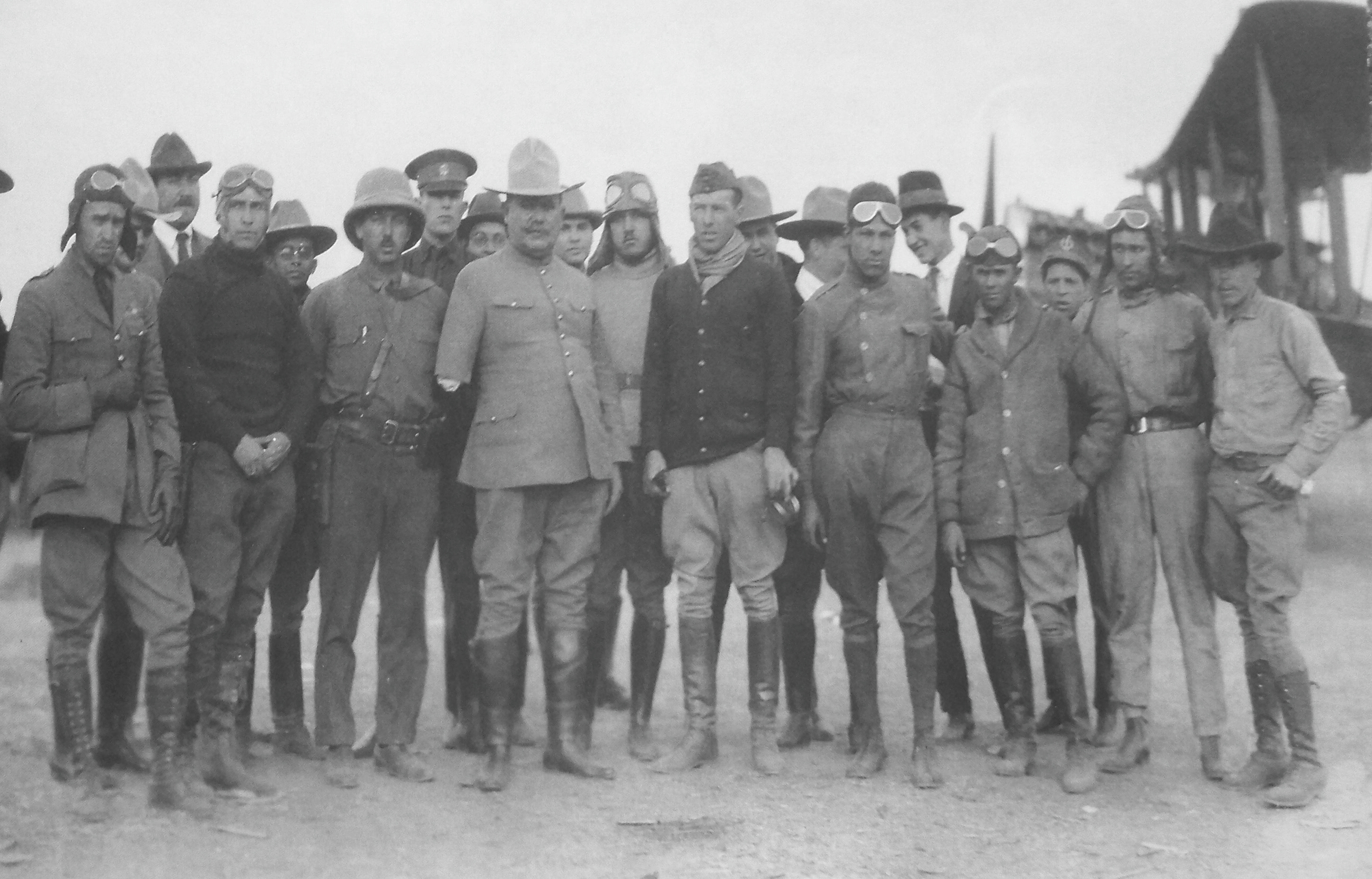
General O'Neill Standing with President Obregon

O’Neill viajó a México tras los sucesos que provocaron la caída del presidente Venustiano Carranza, rebelión conocida como Plan de Agua Prieta, en cuyo frente se encontraban tres importantes líderes: el General Álvaro Obregón, el General Plutarco Elías Calles y el licenciado Adolfo de la Huerta, todos nacidos en el estado de Sonora.
Tras la muerte de Carranza el 21 de mayo de 1920, De la Huerta fue designado Presidente interino de la República hasta el 4 de junio de 1920, cuando Álvaro Obregón fue elegido Presidente.
Meses antes de la rebelión, De la Huerta conoció a O’Neill en Nogales, Arizona en una recepción en honor al gobernador de Sonora y trató de contratarlo como mercenario para combatir a Carranza. O’Neill rechazó la oferta pero le dijo que si la rebelión resultaba exitosa, iría con gusto a México para reorganizar el servicio aéreo, empleando para ello su experiencia. Dado los hechos, O’Neill llegó a la Ciudad de México a mediados de agosto de 1920 y tuvo una audiencia con el General Calles, entonces Secretario de Guerra y Marina, para enterarse del estado de la aviación mexicana.
En ese entonces, las actividades aéreas en México se encontraban concentradas en los campos de Balbuena, en las afueras de la Ciudad de México. En estos llanos se albergaban todos los aviones que había en México así como la Escuela de Aviación y los Talleres Nacionales de Construcciones Aeronáuticas (TNCA), fundados el 15 de noviembre de 1915 y dedicados a la construcción y reparación de sus propios aeroplanos dada la escasez producida por la Guerra en Europa.
El servicio aéreo entrenaba sus propios pilotos, pero utilizando métodos obsoletos comparados con los empleados por las naciones participantes en Europa. Cuando O’Neill inició sus servicios, se le dio un contrato por cinco años con ingresos reportados de 20.000.00 pesos al año, más una póliza de seguro de vida y un automóvil para su uso personal. El 27 de agosto de 1920, O’Neill envió su reporte al General Calles con una copia al presidente De la Huerta, en donde sin ningún rodeo, expresaba el mal estado de la fuerza aérea y urgía su pronta reorganización. En ese reporte se hacía hincapié en que la mayoría de la flota disponible (13 aviones en servicio y 5 en reparación) debía ser reemplazada ya que no podía seguirse usando por ser obsoleta y estar desgastada. Los aviones extranjeros costaban $10,000 dolares y los nacionales $2,400. Los desarrollos mexicanos como la Helice Anahuac se llegaron a exportar. La escaza experiencia que tenia  O’Neill (en 1920 tenia 24 años y fue designado encargado de ingenieria de aviacion) resultando fatal para la fabricacion de aviones en México.
O’Neill apreciaba a los pilotos y al personal de tierra de la escuela y los talleres, también consideraba que sólo requerían de las herramientas adecuadas para modernizar el servicio aéreo, al que él ya llamaba Fuerza Aérea Mexicana. Sus recomendaciones se basaban en la organización del servicio aéreo norteamericano, con elementos tomados de los servicios aéreos Franceses e Ingleses.
El 9 de septiembre, Ralph O’Neill fue designado jefe del departamento de Aviación del Ejército Mexicano con el rango de Coronel Asimilado; puesto que desempeñó hasta febrero de 1921 cuando el departamento pasó a las órdenes del General Gustavo Salinas. Durante su período como jefe de la FAM, O’Neill viajó a Europa con el fin de adquirir aviones de entrenamiento. Durante su estancia en Inglaterra usó el auto-impuesto título de "Mayor General". Adquirió 35 aviones de entrenamiento ingleses Avro 504, los cuales serían después fabricados en México con el nombre de Avro Anáhuac. O'Neill también exigió se compraran seis aviones Morane-Saulnier.
O'Neill fue responsable de la invención de nuevas tácticas, procedimientos estándar y protocolo de implementación para todos los posibles escenarios militares. Su primera decisión fue descentralizar la fuerza aérea y organizar y clasificar escuadrones de combate, bombardeo, observación y reconocimiento.
O’Neill regresó a México a principios de febrero de 1921 y el 11 de febrero fue nombrado instructor en jefe de la Escuela Militar de Aviación. Su trabajo consistía en poner a los pilotos mexicanos a la par de los de cualquier parte del mundo, aunque esto significaría reentrenar a los pilotos veteranos. O'Neill operó con mano de hierro, criticando no a los hombres sino a su mal criterio y errores.
El re-entrenamiento fue conducido por O’Neill con la ayuda de los instructores extranjeros, el alemán Fritz Bieler y el franco—americano Joe Ben Lievre. O’Neill empezó dicho adiestramiento efectuando vuelos de chequeo a los alumnos en uno de los cuatro biplanos Brown Special. Quedó demostrado durante el re-entrenamiento que O’Neill tenía la razón al ordenarlo, ya que muchos de los pilotos habían adquirido malos hábitos, que después fueron corregidos gracias al establecimiento del adiestramiento de doble control en la Fuerza Aérea Mexicana.
El 1.º de noviembre de 1921 O’Neill recibió el título de Consultor Técnico del Departamento de Aviación. Para finales de 1923, algunas de sus recomendaciones fueron escuchadas, como la formación de escuadrones clasificados de caza, de bombardeo, de observación y de reconocimiento, así como la descentralización de las unidades de la Fuerza Aérea, mandando aviones bombarderos Farman F-50 a su nueva Base en Guadalajara, Jalisco.
El principal problema para la adquisición de aviones de combate, desde el punto de vista de O’Neill, consistía en que los recursos eran desviados para el diseño y construcción de modelos locales en la TNCA bajo la dirección del Ing. Angel Lascurain. O’Neill pensaba que este dinero estaría mejor utilizado si se compraran aviones extranjeros en lugar de invertirlo en diseños que, según él, eran deficientes.
Esta situación lo llevó a una fuerte disputa con el General Salinas quien apoyaba la construcción de aviones nacionales.
Un caso concreto fue concerniente al parasol TNCA 4-E-131 Quetzalcoatl, un biplaza de observación y bombardeo equipado con motor BMW 185 hp construido en 1923 y probado por Joe B. Lievre quien encontró problemas menores los cuales fueron corregidos. Sin embargo O’Neill consideraba inseguro al "Quetzalcoatl" argumentando que no se había realizado ninguna prueba de resistencia estructural de las alas.

## De la Huerta se rebela
En diciembre de 1923, el expresidente Adolfo de la Huerta se levantó en armas contra el gobierno, iniciando una rebelión y forzando a O’Neill (según sus escritos) a realizar un bombardeo sobre la ciudad de Oaxaca el día 22 de ese mismo mes, utilizando el Quetzalcoatl con bombas modelo "Chapultepec", y llevando como artillero al futuro héroe de la aviación mexicana Pablo Sidar.
O’Neill no completó la misión argumentando que escuchó ruidos de rompimiento dentro de las alas del avión y lo reportó como inseguro para cualquier misión. Sin embargo, al día siguiente voló en una misión de bombardeo, donde el Quetzalcoatl resultó destruido en un accidente en el vuelo de regreso, muriendo sus dos ocupantes. Se organizó una comisión para investigar el accidente dirigida por el diseñador del avión Ángel Lascurain y el General Salinas con la participación de los instructores extranjeros Bieler y Lievre, quienes determinaron como causa del accidente, la explosión de una de las bombas de a bordo, pero O’Neill consideraba que el avión había sufrido una falla estructural en vuelo, basado en su interpretación de los restos del accidente.
Durante la rebelión delahuertista de 1923-1924, O’Neill asistió a reequipar y reorganizar la aviación militar en la campaña, notando que el presidente Obregón reciba ayuda de los Estados Unidos y de aviones de combate. Los únicos disponibles y los mejores en opinión de O’Neill, eran los De Havilland DH-4B con motor Liberty, armados con ametralladoras Lewis y Vickers y capaces de llevar bombas.
Un grupo de personal norteamericano fue el encargado de ensamblar e instalar el armamento de los aviones. Cuando O’Neill tuvo suficientes aviones operativos, los mandaba continuamente a ametrallar al enemigo hasta agotar las municiones. Tras cada misión, él mismo le reportaba al presidente Obregón.
O'Neill logró una victoria tras otra en el aire, incluida la liberación personal de un tren de pasajeros completo que había sido secuestrado por los rebeldes.

## Ascenso a General
En junio de 1924, la Rebelión delahuertista fue derrotada. Algunos de sus principales líderes huyeron al extranjero y a otros, no tan afortunados, se les ejecutó.
El Presidente Obregón ordenó ascender al grado inmediato superior a todos los miembros de la Fuerza Aérea, incluyendo a O’Neill quien ascendió a General Brigadier Regular, después de haber servido como Coronel Asimilado.
El 19 de diciembre de 1924, Ralph O’Neill renunció a su nacionalidad norteamericana para recibir el grado de General, aunque no recibió sus órdenes sino hasta noviembre de 1925. El 1.º de diciembre de 1925, su contrato por cinco años de servicio venció y el General O’Neill se separó del Ejército Mexicano para dirigirse a los Estados Unidos con el argumento de arreglar asuntos personales. En su libro publicado en 1973, O'Neil explica que renunció debido a "supresión política de la fuerza aérea". En realidad, México estaba todavía en la última década de revoluciones y no contaba con los fondos necesarios para construir una flotilla con las dimensiones que a O'Neill le hubiera gustado.
O’Neill continuó su carrera aeronáutica en la compañía Boeing y en 1929, hizo realidad uno de sus sueños, crear la aerolínea Nueva York-Río-Buenos Aires (NYRBA) pero fue forzado a venderla a Pan Am en 1930. Después de 1936, O’Neill dedicó más de 35 años a la minería de oro en Bolivia, usando como apoyo un avión Sikorski S-38; y de allí, fijó su retiro en Atherton, California, donde murió el 30 de octubre de 1980.

## Legado
O’Neill fue uno de los que contribuyeron a la aviación en México.
Con la asistencia del General Gustavo Salinas, Fritz Bieler, y Joe Ben Lievre, entrenaron a pilotos mexicanos legendarios como:
| - Pablo Sidar - Luis Farell Cubillas - Roberto Fierro Villalobos - Ismael Aduna - Emilio Carranza - Luis Boyer - Arturo Jiménez Nieto - Antonio Cárdenas Rodríguez - Carlos Rovirosa - Rodolfo Torres Rico - Gustavo León González - Rafael Montero Ramos | - Rafael Ponce de León - Alfredo Lezema Álvarez - Eliseo Martín del Campo - Guillermo Monroy - Manuel Solís - Julián Nava Salinas - Francisco Espejel - Alberto Vieytez - Ricardo Díaz Gonzáles - Luís Rojas - Samuel Carlos Rojas - Alfonso Cruz Rivera |